# Dryopteris rosthornii
Dryopteris rosthornii är en träjonväxtart som först beskrevs av Friedrich Ludwig Diels, och fick sitt nu gällande namn av Carl Frederik Albert Christensen. Dryopteris rosthornii ingår i släktet Dryopteris och familjen Dryopteridaceae. Inga underarter finns listade.